# Detlev Ploog
Detlev Walter Ploog (* 29. November 1920 in Hamburg; † 7. Dezember 2005 in München) war ein deutscher Psychiater und Neurologe. Er war zudem als Verhaltens- und Primatenforscher tätig.

## Familie und Ausbildung
Detlev Ploog, Sohn von Pauline Ploog, geborene Schrader, und des Arztes Hans Ploog, studierte ab 1939 in Halle, Hamburg und Marburg Medizin, war auch Soldat, wurde 1945 in Marburg zum Dr. med. promoviert und habilitierte sich dort 1955 für Psychiatrie und Neurologie. Von 1958 bis 1960 war er „Visiting Scientist“ an der Forschungsabteilung für das Limbische System im Laboratorium für Neurophysiologie von Paul D. MacLean am National Institute of Mental Health (NIMH) in Bethesda/Maryland. 1961 wurde er in Marburg zum außerplanmäßigen Professor für Neurologie und Psychiatrie ernannt. Von Anfang an war er Mitglied des „Neuroscience Research Programs (NRP)“, das in den 60er Jahren am Massachusetts Institute of Technology in Cambridge (Massachusetts) gegründet worden war. Als Associate des NRP hat er entscheidend an der Gestaltung der Neurowissenschaften mitgewirkt und er hat erreicht, dass in diesem umfassenden Forschungsbereich auch psychologische Fragestellungen eingebunden wurden.
Ploog war evangelisch, seit 1952 verheiratet mit Frauke Ploog, geborene Dibbern, und hatte vier Kinder (Ursula, Marianne, Jens Peter und Bertram).

## Max-Planck-Institut für Psychiatrie
1960 ging Ploog an das Münchener Max-Planck-Institut für Psychiatrie, wo er ab 1962 das erste deutsche Laboratorium zur Erforschung der neurobiologischen Grundlagen des Verhaltens von subhumanen Primaten aufbaute. Seine eigenen Arbeiten betrafen grundlegende Fragen der Kommunikation bei Mensch und Tier und der emotionalen Kontrolle unter dem Blickwinkel der Ethologie. 
Er integrierte in die von ihm aufgebaute Klinik auch den Bereich der Kinder- und Jugendlichenpsychiatrie und er fügte eine psychologische Abteilung hinzu, die für die Entwicklung der Verhaltenstherapie eine herausragende Rolle spielte. Die Klinik und das Institut bildeten zusammen einen interdisziplinären und internationalen Rahmen für Forschungsunternehmen. 
Von 1966 bis zu seiner Emeritierung im Jahre 1989 war er Direktor der Forschungsklinik.

## Auszeichnungen
Er wurde durch viele Auszeichnungen und Ehrenmitgliedschaften gewürdigt:
- Honorarprofessur an der Universität München,
- Bundesverdienstkreuz 1. Klasse
- Visiting Fellowship an der Rockefeller University in New York
- Dr. phil. h.c. der Universität Würzburg
- Dr.-Heinrich-Hoffmann-Medaille der DGKJP
- Ehrenmitgliedschaft in der Deutschen Gesellschaft für Psychologie.
- 1971 Honorary Member of the American Academy of Arts and Sciences
- 1972 Mitglied der Deutschen Akademie der Naturforscher Leopoldina
- 1980 Mitglied der Bayerische Akademie der Wissenschaften
- 1990 Auswärtiges Mitglied der Königlich Niederländischen Akademie der Wissenschaften
- lange Jahre war er auch Mitglied der Schutzkommission beim Bundesminister des Innern.

## Schriften (Auswahl)
- Verhaltensforschung und Psychiatrie. In: Psychiatrie der Gegenwart. Band I/1B. Springer, Berlin 1964, S. 291–443.
- Psychobiologie des Partnerschaftsverhaltens. In: Der Nervenarzt. Band 40, Nr. 6, 1969, S. 245–255.
- Die Sprache der Affen und ihre Bedeutung für die Verständigungsweisen des Menschen. Kindler Verlag, München 1974, ISBN 3-463-18133-9.
- mit Peter Gottwald: Verhaltensforschung. Instinkt – Lernen – Hirnfunktion. 1974.
- Der Ausdruck der Gemütsbewegungen bei Mensch und Tier. In: Jahrbuch der Max-Planck-Gesellschaft. 1980, S. 66 ff.
- Soziologie der Primaten. In: Psychiatrie der Gegenwart. Band I.2. Berlin/Heidelberg/New York 1980, S. 379–544.